# Nietzsche-Archiv

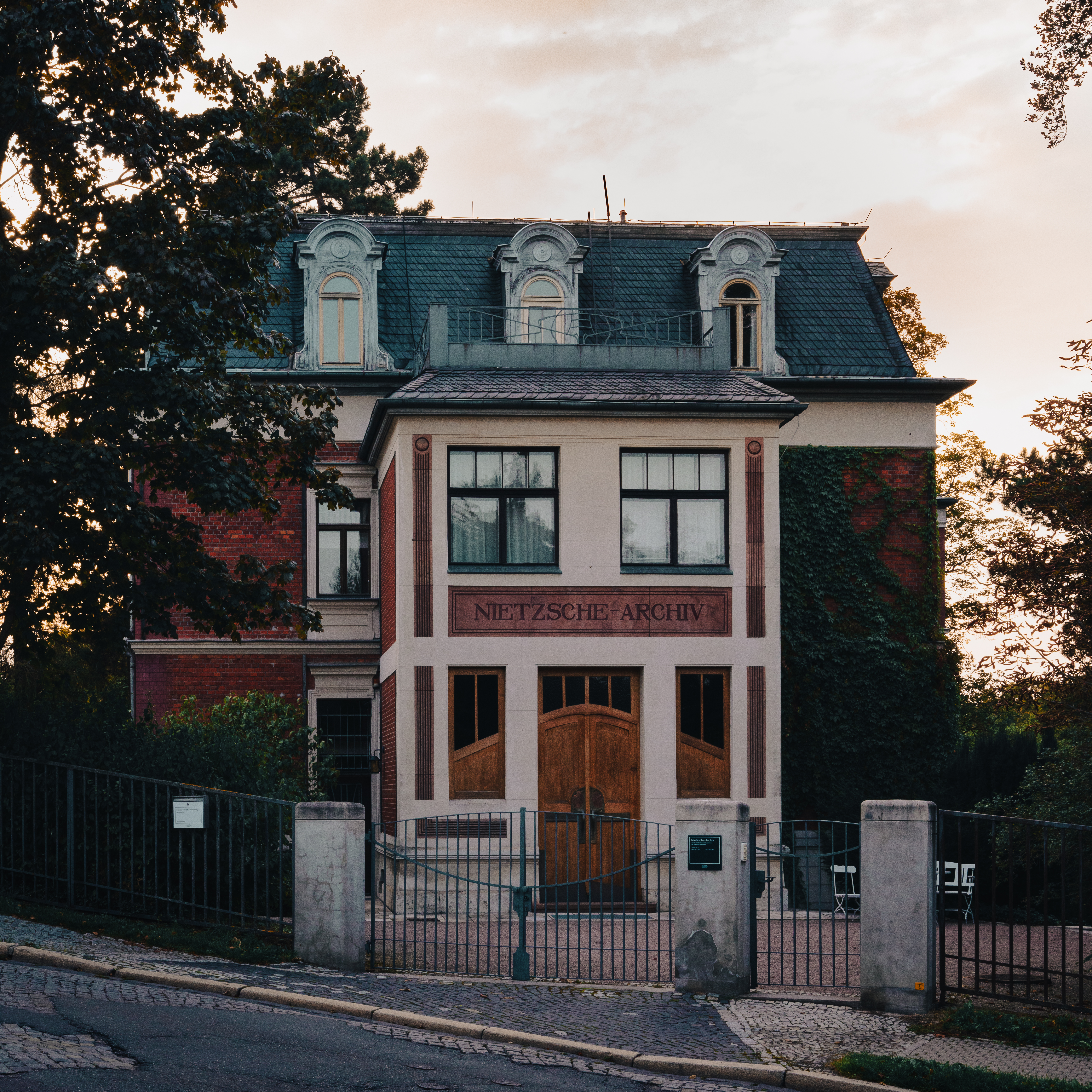
Villa Silberblick, Museum und ehemaliger Sitz des Archivs

Das Nietzsche-Archiv war die erste Einrichtung, die sich der Archivierung, Erschließung und Herausgabe von Dokumenten zu Leben und Werk des Philosophen Friedrich Nietzsche widmete. Heute trägt das Museum in der Villa Silberblick diesen Namen.
Das Archiv wurde 1894 in Naumburg gegründet und befand sich seit 1896 in Weimar. Seine Geschichte ist bis zur Mitte des 20. Jahrhunderts eng mit seiner Gründerin und jahrzehntelangen Leiterin Elisabeth Förster-Nietzsche, der Schwester des Philosophen, verknüpft und war deshalb von Beginn an teilweise heftiger Kritik ausgesetzt. Trotzdem konnte sich das – seit 1908 als Stiftung Nietzsche-Archiv geführte – Archiv bis zum Ende des Zweiten Weltkriegs als zentrale Stelle der Nietzsche-Rezeption in Deutschland halten. In der DDR wurde es den Nationalen Forschungs- und Gedenkstätten der klassischen deutschen Literatur in Weimar angeschlossen und 1956 formal aufgelöst. Seine Bestände wurden westlichen Forschern zugänglich gemacht, welche die fragwürdigen früheren Nietzsche-Ausgaben durch wissenschaftlich haltbare ersetzen konnten. In der DDR blieb Nietzsche allerdings ein faktisch verbotener Autor. Seit 2025 ist Nietzsches literarischer Nachlass Teil des UNESCO-Programms Memory of the World (Weltdokumentenerbe). 
Heute werden die ehemaligen Archivbestände in verschiedenen Einrichtungen der Klassik Stiftung Weimar verwahrt. Der frühere Sitz des Archivs, die Villa Silberblick, wird als Museum und als Sitz des Kollegs Friedrich Nietzsche verwendet. Auch dieses Gebäude wird manchmal als Nietzsche-Archiv bezeichnet und trägt heute wieder diesen Schriftzug über seinem Eingang. Im Nietzsche-Archiv befinden sich auch Teile (ungeordnet) des Peter-Gast-Archivs (Heinrich Köselitz).

## Geschichte

### Vorgeschichte

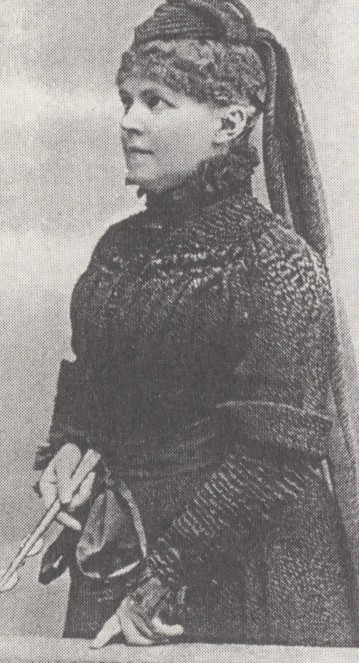
Elisabeth Förster, 1894

Nachdem Elisabeth Förster im Herbst 1893 aus Paraguay nach Deutschland zurückgekehrt war, plante sie die Gründung eines Nietzsche-Archivs. Vorbilder dürften das seit 1889 unter diesem Namen betriebene Goethe- und Schiller-Archiv in Weimar und die „Bayreuther Bewegung“ um Cosima Wagner gewesen sein. Ziel der Archivgründung war die Sammlung von Quellen, um ihre Verstreuung zu vermeiden und sich eine Monopolstellung in ihrer Auswertung zu verschaffen.
Unmittelbar nach Nietzsches geistiger Umnachtung stieg die Nietzsche-Rezeption im deutschsprachigen Raum sprunghaft an. Elisabeth Förster-Nietzsche versuchte, in der öffentlichen Diskussion die Deutungshoheit über ihren Bruder und seine Philosophie zu gewinnen. Dem dienten in den folgenden Jahrzehnten nicht nur ihre biografischen Bücher, sondern auch eine Vielzahl von Zeitschriften- und Zeitungsartikeln, die aus dem Archiv oder aus dessen Umkreis kamen. Förster-Nietzsche hatte schon seit ihrer Jugend Dokumente über den von ihr bewunderten Bruder gesammelt, kaufte jetzt vor allem seine Briefwechsel für teilweise beträchtliche Summen auf und publizierte sie aus dem Archiv, womit daraus hohe Gewinne erzielt werden konnten.

### Gründung in Naumburg
Nach Nietzsches Zusammenbruch 1889 hatten zunächst Heinrich Köselitz und Franz Overbeck als Verantwortliche für Nietzsches literarischen Nachlass gehandelt. Köselitz wandte sich im Winter 1893/94 vorläufig von jeder Beschäftigung mit Nietzsche ab, als Förster die von ihm begonnene Nietzsche-Ausgabe hatte zurückziehen und einstampfen lassen. Overbeck und Förster hatten sich schon davor zerstritten. Förster ließ sich weitere in fremden Händen befindliche Manuskripte ihres Bruders aushändigen und handelte mit dem Verlag C.G. Naumann neue Verträge aus. Zum 68. Geburtstag ihrer Mutter am 2. Februar 1894 überraschte sie diese mit fertig eingerichteten Archivräumen in der gemeinsamen Naumburger Wohnung. Im April wurde der Schriftsteller und Kunstwissenschaftler Fritz Koegel (1860–1904) als Herausgeber der geplanten Nietzsche-Gesamtausgabe angestellt. Bereits im September zog das Archiv aus dem Wohnhaus der Mutter und des kranken Bruders in ein größeres Naumburger Quartier, wo bald auch Besucher wie Harry Graf Kessler empfangen wurden.
Bei einem Besuch im Goethe-Archiv hatte Frau Förster die Bekanntschaft der Goethe-Herausgeber Eduard von der Hellen und Rudolf Steiner gemacht. Letzterer, auch als Nietzsche-Kenner geltend, besuchte sie mehrfach und durfte Original-Manuskripte einsehen. Am 1. Oktober wurde von der Hellen als neuer Mitarbeiter gewonnen, was eine öffentliche Auseinandersetzung zur Folge hatte. Dass Steiner lieber selbst Herausgeber geworden wäre, wurde von ihm später energisch bestritten, aber von Förster-Nietzsche später im Streit mit Steiner öffentlich so dargestellt.

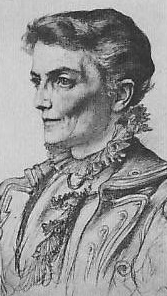
Meta von Salis, frühe Gönnerin des Nietzsche-Archivs

Schon bald nach der Anstellung von der Hellens wurde Fritz Koegel für einige Zeit beurlaubt. Von der Hellen schied schon nach wenigen Monaten im gegenseitigen Einvernehmen wieder aus dem Archiv aus. Die von Koegel unter Mitarbeit von der Hellens begonnene Gesamtausgabe schritt 1895 zügig voran. Ebenfalls ein literarischer Erfolg wurde der erste Band von Försters Nietzsche-Biografie. Aus heutiger Sicht war diese Schrift auch der erste Baustein des verzerrten Nietzsche-Bildes, welches das Archiv in den Folgejahren verbreitete (siehe Das Nietzsche-Bild des Archivs).
Im Dezember 1895 gelang es Förster nach erheblichem Druck, ihrer Mutter und dem zweiten Vormund des Kranken, Adalbert Oehler, alle Rechte an den Schriften ihres Bruders abzukaufen. Dafür lieh sie sich 30.000 Mark beim Bankier Robert von Mendelssohn, wobei die Nietzsche-Freunde und -Verehrer Meta von Salis, Harry Graf Kessler, Hermann Hecker und Raoul Richter als Bürgen eintraten. Immer wieder kam es in dieser Zeit zu Auseinandersetzungen zwischen Schwester und Mutter des Philosophen: Letztere empfand das Gebaren des Archivs und ihrer Tochter als unwürdig und fühlte sich ungerecht behandelt. Sie starb am 20. April 1897 im Alter von 71 Jahren in Naumburg.

### Umzug nach Weimar
Am 1. August 1896 zog das Archiv mit finanzieller Unterstützung Meta von Salis’ nach Weimar um, zunächst in eine angemietete Wohnung, ermutigt insbesondere durch Harry Graf Kessler, einen wichtigen Protagonisten des „Neuen Weimars“.

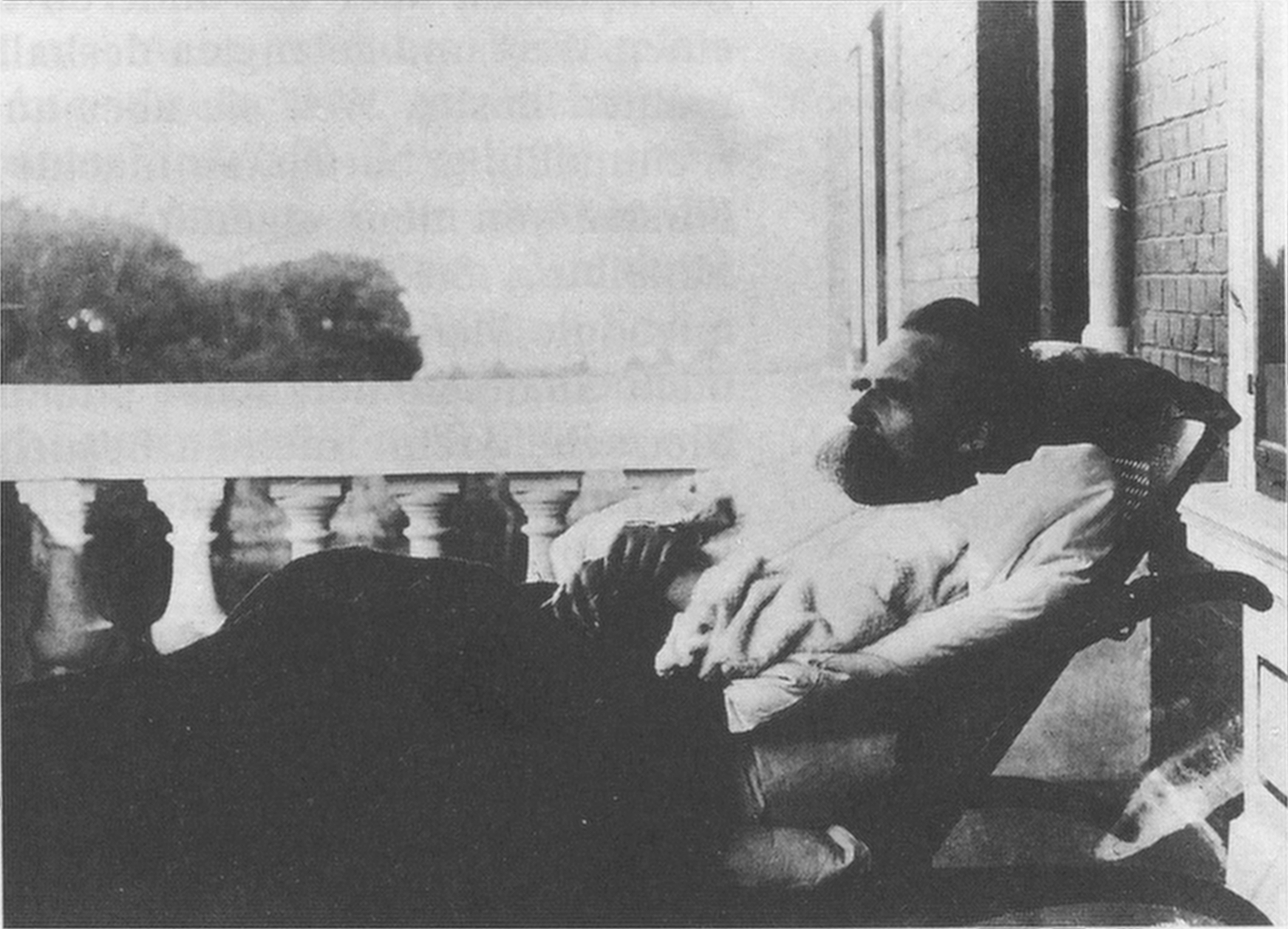
Der kranke Nietzsche auf dem Balkon der Villa Silberblick. Fotografie von Hans Olde, Sommer 1899.

Im Winter 1896/97 kam es zu einer ersten schweren Krise im Archiv, über deren genauen Hergang keine endgültigen Erkenntnisse vorliegen. Förster-Nietzsche wollte Rudolf Steiner als Herausgeber gewinnen und gegebenenfalls Koegel, mit dem es zu sachlichen Differenzen und persönlichen Spannungen gekommen war, entlassen. Tatsächlich wurde Koegel schließlich zum 1. Juli 1897 entlassen. Nachfolgende Verhandlungen mit Steiner, der sich immer weiter vom Archiv distanzierte, scheiterten gleichfalls.
Ebenfalls zum 1. Juli 1897 kaufte Meta von Salis die Villa „Zum Silberblick“ in Weimar für 39.000 Mark und stellte sie dem Archiv zur Verfügung. Der Umzug fand im Sommer statt, auch der pflegebedürftige Friedrich Nietzsche wurde hierher verlegt. Mit eigenmächtigen Umbaumaßnahmen verärgerte Förster-Nietzsche ihre Freundin und Gönnerin Meta von Salis, die das Haus 1898 an Adalbert Oehler verkaufte und den Kontakt zu Förster-Nietzsche abbrach.
Im Oktober 1898 konnte Arthur Seidl als Herausgeber einer neuen Gesamtausgabe – bereits der dritten nach den jeweils abgebrochenen Köselitz’ und Koegels – gewonnen werden. In der Folgezeit traten auch die Brüder Ernst und August Horneffer als Mitarbeiter ins Archiv ein, Ende 1899 auch Heinrich Köselitz, der sich in einer schwierigen finanziellen Lage befand. Mazzino Montinari hat später die These aufgestellt, es habe eine Art „Nichtangriffspakt“ zwischen Köselitz und Förster-Nietzsche gegeben, denen beide abschätzige Urteile Friedrich Nietzsches über den jeweils anderen bekannt waren.

### Öffentliche Auseinandersetzungen

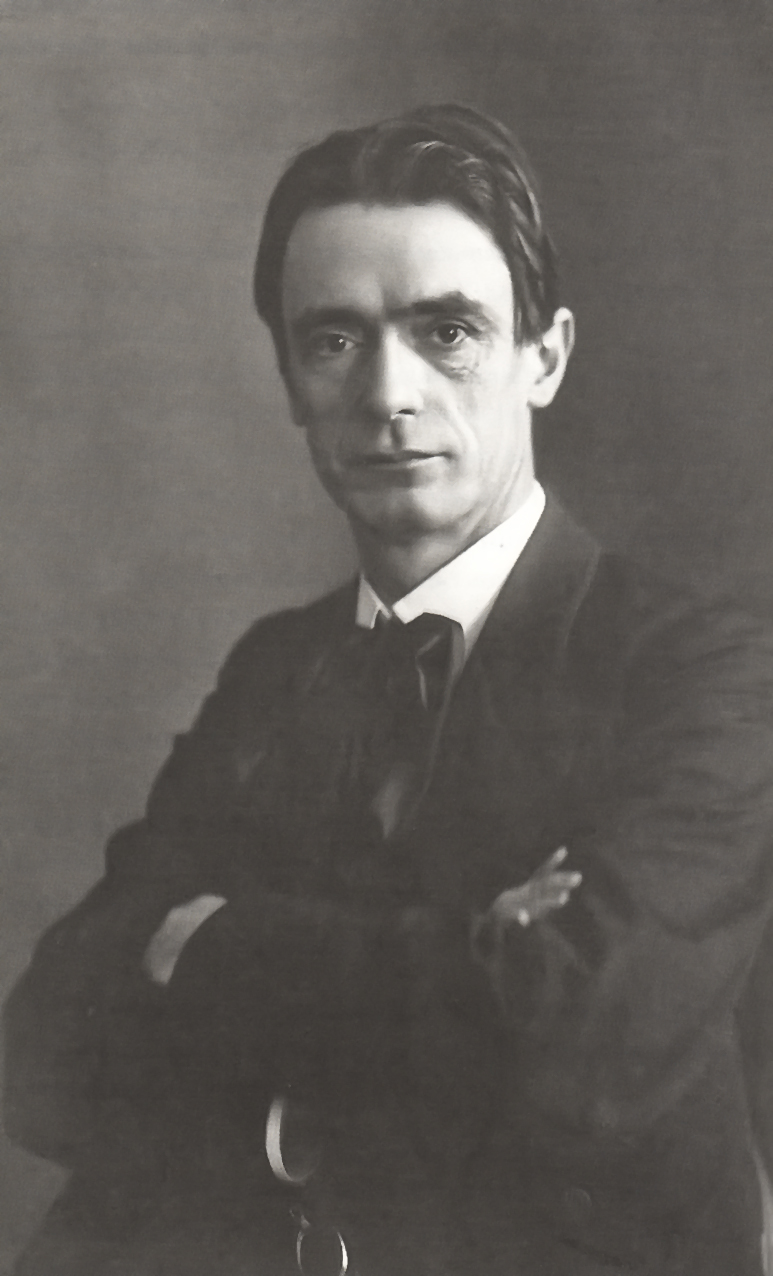
Der spätere Begründer der Anthroposophie Rudolf Steiner – hier um 1905 – war nie offiziell Angestellter des Archivs, genoss aber zeitweise das Vertrauen der Archivleiterin und erstellte die erste Nietzsche-Bibliografie. Später kritisierte er Förster-Nietzsche scharf.

Im Jahr 1900 kam es erstmals zu einem öffentlichen Streit um die Editionsmethoden des Archivs und seine philosophische und philologische Kompetenz. Ausgelöst wurde er durch einen Aufsatz Ernst Horneffers, der den früheren Herausgeber Koegel scharf attackierte und zudem die Einziehung der alten und den Beginn der neuen Gesamtausgabe rechtfertigen sollte. Rudolf Steiner verteidigte darauf Koegel im Magazin für Litteratur und gab eine sehr negative Charakterisierung von Förster-Nietzsche, die in der Behauptung gipfelte:
„Daß Frau Förster-Nietzsche in allem, was die Lehre ihres Bruders angeht, vollständig Laie ist. Sie hat nicht über das Einfachste dieser Lehre irgend ein selbständiges Urteil. [… Zudem fehlt ihr] aller Sinn für […] logische Unterscheidungen; ihrem Denken wohnt nicht die geringste logische Folgerichtigkeit inne; es geht ihr jeder Sinn für Sachlichkeit und Objektivität ab. Ein Ereignis, das heute stattfindet, hat morgen bei ihr eine Gestalt angenommen, die […] so gebildet ist, wie sie sie eben zu dem braucht, was sie erreichen will. [Sie lügt aber nicht absichtlich:] Nein, sie glaubt in jedem Augenblicke, was sie sagt. Sie redet sich heute selbst ein, daß gestern rot war, was ganz sicher blaue Farbe trug.“
Dies war der erste öffentlich erhobene Vorwurf nicht nur der philosophischen Inkompetenz, sondern auch der (bewussten oder unbewussten) Verfälschung von Friedrich Nietzsches Werk und Person durch das Archiv. Um diese Fragen wurde nun in mehreren Zeitschriften ein Streit ausgetragen, der sich auch um philosophische Fragen der Nietzsche-Deutung drehte.
Die genannten Vorwürfe wurden in verschiedener Schärfe in den Folgejahren immer wieder erhoben, oft auch direkt oder indirekt von ehemaligen Archivmitarbeitern. Die heutige Nietzscheforschung ist sich weitgehend einig, dass sie berechtigt waren.

### Das Basler „Gegenarchiv“
Die wichtigsten öffentlichen Gegner des Archivs sahen sich selbst in der Nachfolge Franz Overbecks in Basel; man sprach daher von der „Basler Deutung“, „Basler Tradition“ oder gar dem „Basler Gegenarchiv“. Die Universitätsbibliothek Basel verwahrt bis heute mit Nachlässen F. Overbecks, Carl Albrecht Bernoullis, Jacob Burckhardts, M. von Salis’, Josef Hofmillers, P. Lauterbachs, P. Lanzkys, Karl Joëls und Gustav Naumanns nach dem Archiv die zweitgrößte Sammlung von Nietzscheana. Die größten Auseinandersetzungen fanden zwischen 1905 und 1909 statt und vermengten sehr unterschiedliche Fragen.
- Sie begannen mit dem Vorwurf Förster-Nietzsches, durch Overbecks Schuld seien Manuskripte Nietzsches für eine vollständige Schrift Die Umwertung aller Werte verloren gegangen. Die juristische und literarische Verteidigung des Verstorbenen wurde von dessen Witwe Ida und dessen Schüler Carl Albrecht Bernoulli begonnen. Die juristische Auseinandersetzung endete 1907 mit einem Vergleich, ihren Standpunkt machten Förster-Nietzsche (Das Nietzsche-Archiv, seine Freunde und Feinde, 1907) und Bernoulli (Friedrich Nietzsche und Franz Overbeck, 1908) auch in Büchern deutlich. Die heutige Nietzscheforschung gibt eindeutig den „Baslern“ recht.[11]
- Schon 1901 hatten die Brüder Horneffer und Köselitz für das Archiv eine aus Nietzsches Nachlass kompilierte Schrift Der Wille zur Macht herausgegeben. 1906 erschien eine stark veränderte und erweiterte Fassung davon, herausgegeben von Förster-Nietzsche und Köselitz. Die Schrift wurde vom Archiv als „Hauptprosawerk“ Nietzsches bezeichnet und entfaltete eine aus heutiger Sicht fragwürdige und das Werk Nietzsches entstellende Wirkung. Der Streit um die Frage, wie Nietzsches Nachlass herauszugeben sei, wurde selbstkritisch von den Brüdern Horneffer angestoßen (August Horneffer: Nietzsche als Moralist und Schriftsteller, 1906; Ernst Horneffer: Nietzsches letztes Schaffen, 1907) und in unterschiedlichen Zeitschriften geführt. Eine sachliche Verteidigung des Archivs versuchte Ernst Holzer.
- 1908 ging Heinrich Köselitz gerichtlich gegen den zweiten Band von Bernoullis oben erwähnter Schrift Friedrich Nietzsche und Franz Overbeck vor. Er wollte die Publikation seiner früheren Briefe an Overbeck, in denen er Förster-Nietzsche scharf kritisiert hatte, verhindern. Tatsächlich mussten Bernoulli und sein Verleger Eugen Diederichs die Stellen zunächst schwärzen und schließlich ganz streichen. Gerichtliche Auseinandersetzungen um die Herausgabe des Nietzsche-Overbeck-Briefwechsels zogen sich bis in den Ersten Weltkrieg hin. Auch dieser Prozess wurde von Angriffen und Gegenangriffen in der Presse begleitet. Von Bedeutung ist, dass Bernoulli hier zum ersten Mal aus den sogenannten „Koegel-Exzerpten“ zitierte: Der inzwischen verstorbene Herausgeber Fritz Koegel hatte in seiner Zeit im Archiv (siehe oben) heimlich eine ganze Reihe von Stellen aus Nietzsches Manuskripten und Briefen abgeschrieben, die unter anderem Friedrich Nietzsches gespanntes Verhältnis zu Mutter und Schwester zeigten und damit Förster-Nietzsches biografischen Schriften widersprachen. Das Nietzsche-Archiv bestritt bis in die 1930er Jahre deren Authentizität.[12]

Eine Archiv-kritische Nietzscheforschung wurde fortgeführt von Charles Andler, Josef Hofmiller und Erich Podach. Im Zuge all dieser Auseinandersetzungen verloren das Archiv und seine Leiterin zwar für einige Interessierte ihre Glaubwürdigkeit und sahen sich in kritischen Kreisen Spott ausgesetzt. Beispielsweise veröffentlichte Alfred Kerr zu Förster-Nietzsches 60. Geburtstag ein Spottgedicht Die Übermenschin, worin er die geistige Situation im Archiv kennzeichnete: Übermenschenkaffeekränzchen. 1931 vermerkte Kurt Tucholsky:
„Nun aber ist Lieschen die Schwester. […] Sie darf die Werke Nietzsches einleiten, sie darf den Nachlaß Nietzsches, seine Briefe und seine Zettel verwalten, und sie verwaltet sie so, wie wir wissen. Genutzt hat es ihr nichts. Nietzsche, nicht das Brüderchen, der wahre Nietzsche ist, hauptsächlich durch Andler, bekannt geworden – trotz dieses Archivs.“
Dennoch behielt und gewann das Archiv mächtige Unterstützer.

### Einrichtung als Stiftung, Erster Weltkrieg und Weimarer Republik
Im Mai 1908 konnte dank einer außerordentlich hohen Spende des schwedischen Bankiers und Nietzsche-Verehrers Ernest Thiel die „Stiftung Nietzsche-Archiv“ gegründet werden, die vom Großherzogtum Sachsen-Weimar-Eisenach als gemeinnützige, wissenschaftliche und kulturelle Institution anerkannt wurde. Rechtlich ging damit die Leitung des Archivs in die Hände des Vorstands der Stiftung über, faktisch behielt aber Förster-Nietzsche in allen entscheidenden Fragen das letzte Wort, da die Vorstandsmitglieder ihr entweder treu ergeben waren oder auch an der eigentlichen Tätigkeit des Archivs kein Interesse hatten. Dem Vorstand gehörten in den folgenden Jahren wechselnde Personen des politischen und kulturellen Lebens an. Den Vorsitz der Stiftung hatten inne: Adalbert Oehler (1908–1923, Rücktritt nach Differenzen mit Förster-Nietzsche), Arnold Paulssen (1923–1931) und Richard Leutheußer (1931–1945).
Im Ersten Weltkrieg stimmte das Archiv in die allgemeine Kriegsbegeisterung ein. Billige Kriegsausgaben ausgewählter Nietzsche-Schriften fanden großen Absatz. Nach dem Krieg positionierte sich Förster-Nietzsche politisch eindeutig: nämlich in Opposition zur Weimarer Republik. Sie trat der Deutschnationalen Volkspartei bei, vertrat unter anderem die Dolchstoßlegende und rief bei der Reichspräsidentenwahl 1925 zur Wahl Paul von Hindenburgs auf. Dennoch wollte das Archiv nach außen parteipolitische Neutralität wahren, wie sie auch mit den genannten Stiftungsvorsitzenden symbolisiert wurde: Paulssen gehörte der DDP, Leutheußer der DVP an. Tatsächlich gelang es dem Archiv, auch von DDP- und SPD-geführten Ministerien Unterstützung zu erlangen.
Adalbert, Max und Richard Oehler, alle Verwandte Förster-Nietzsches, waren bereits vor dem Krieg mit dem Archiv verbunden. Ab 1919 lebten und arbeiteten sie alle direkt am Archiv, ihre politische Einstellung entsprach derjenigen ihrer Cousine. Der Verwaltungsbeamte Adalbert Oehler, zuvor unter anderem Oberbürgermeister Düsseldorfs, war von Spartakisten aus dem Düsseldorfer Bürgermeisteramt vertrieben worden. Er war schon seit Gründung Vorsitzender der Stiftung Nietzsche-Archiv, legte den Vorsitz aber 1923 nach Streitigkeiten mit Förster-Nietzsche nieder. Der Berufssoldat Max Oehler schied 1919 aus dem Heer aus und wurde Archivar. Er erledigte einen Großteil der täglichen Arbeit im Archiv und wurde nach Förster-Nietzsche die bestimmende Figur.
Namhafte Unterstützer des Archivs in den ersten Jahren der Weimarer Republik waren Ernst Bertram und Thomas Mann, deren Werke Nietzsche. Versuch einer Mythologie (Bertram, 1918) und Betrachtungen eines Unpolitischen (Mann, 1918) Nietzsche in einer Weise darstellten, die grundsätzlich dem Bild des Archivs entsprach. Harry Graf Kessler dagegen blieb zwar mit Förster-Nietzsche in Kontakt, entfremdete sich aber im Zuge seiner Wandlung zum Pazifisten und „roten Grafen“ von der Linie des Archivs, das sich seinerseits politisch immer weiter nach rechts bewegte. Ab 1923 wurde vor allem Oswald Spengler von Förster-Nietzsche hofiert, zum Vorstandsmitglied gemacht und zum Redner bei wichtigen Anlässen im Nietzsche-Archiv. Das Archiv befand sich „[i]m Fahrwasser der ‚Konservativen Revolution‘“.
1923 stand das Archiv infolge der Inflation vor dem Bankrott, konnte sich aber durch stetige Unterstützung aus großbürgerlichen Kreisen halten. Der erwähnte Ernest Thiel, mütterlicherseits jüdischer Abstammung, war vielleicht der großzügigste Gönner des Archivs, das immer wieder in finanzielle Notlagen kam. Er bewunderte Elisabeth Förster-Nietzsche zutiefst. Ein weiterer Großspender war der Zigarettenfabrikant Philipp Reemtsma, der dem Archiv von 1929 bis 1945 – zunächst anonym – jährlich 28.000 Reichsmark zukommen ließ. Einen im Vergleich dazu eher symbolischen Beitrag leistete Reichspräsident von Hindenburg, der Förster-Nietzsche zu ihrem 80. Geburtstag (1926) einen monatlichen „Ehrensold“ in Höhe von 450 Reichsmark garantierte. Der Archivleiterin war 1921 von der Universität Jena der Ehrendoktortitel verliehen worden, auch wurde sie von deutschen Professoren mehrfach für den Literaturnobelpreis vorgeschlagen. Schließlich wurde 1926 die Gesellschaft der Freunde des Nietzsche-Archivs gegründet mit dem vorrangigen Zweck, Spenden für das Archiv zu sammeln. Während prominente Honoratioren diese Gesellschaft nach außen vertraten, wurde sie tatsächlich von denselben Leuten geleitet wie das Nietzsche-Archiv. Sie hatte allerdings vergleichsweise geringen Erfolg.
Um 1925 begannen die Kontakte des Archivs zum Faschistenführer Benito Mussolini. Mussolini war Nietzsche-Verehrer und unterstützte das Archiv in der Folgezeit auch finanziell. Umgekehrt wurde von Seiten des Archivs der Faschismus als geistige Bewegung im Gefolge Nietzsches gelobt, was auch im Vorstand der Stiftung zu Spannungen führte. Die genannte Unterstützung durch Reemtsma oder mehrere Besuche der „Kaiserin“ Hermine wurden aber von der zunehmend rechtsradikalen Ausrichtung des Archivs begünstigt. Durch die Beziehungen zum faschistischen Italien kam es auch zur Annäherung an die nationalsozialistische Bewegung in Deutschland, die in der Umgebung Weimars ohnehin schon Ende der 1920er überdurchschnittlich stark war (vergleiche Baum-Frick-Regierung). Der genannte Max Oehler war bekennender Nationalsozialist. Anfang 1932 kam es anlässlich der deutschen Erstaufführung von Mussolinis und Forzanos Theaterstück Die hundert Tage (Campo di maggio) zum ersten Treffen zwischen Förster-Nietzsche und Adolf Hitler, der in der Folgezeit mehrfach das Archiv besuchte.

### Nationalsozialismus und Tod von Förster-Nietzsche
In mehreren Briefen begrüßte Förster-Nietzsche den Regierungsantritt Hitlers euphorisch. Sie sah das Nietzsche-Archiv „in herzlicher Verehrung zum Führer“ und in „Verbundenheit mit den Idealen des Nationalsozialismus“. Die Brüder Richard und Max Oehler propagierten die geistige Nähe zwischen Nietzsche und Faschismus beziehungsweise Nationalsozialismus (Richard Oehler: Friedrich Nietzsche und die deutsche Zukunft, 1935). Solche Ansichten teilten nicht alle: 1933 trat beispielsweise Romain Rolland unter Protest gegen die Nähe zu Mussolini aus der Gesellschaft der Freunde des Nietzsche-Archivs aus. 1935 verließ auch Oswald Spengler wegen der politischen Tendenz des Archivs den Stiftungsvorstand.
1935 starb Elisabeth Förster-Nietzsche. An der Trauerfeier und der Beerdigung nahmen Adolf Hitler und viele weitere Würdenträger des NS-Staates teil. Max Oehler übernahm die Leitung des Archivs, das damit seinen salonartigen Charakter verlor. Oehler veranstaltete bis kurz vor Ende des Zweiten Weltkriegs Führungen im Archiv und verbreitete in Schriften und Vorträgen sein nationalsozialistisches Nietzsche-Bild. Tatsächlich ging er in seiner Anpassung an die herrschende Politik weiter als Förster-Nietzsche.
Nach dem Ablauf der Schutzfrist für Nietzsches Werke hatte sich zur Erstellung einer „historisch-kritischen Gesamtausgabe“ bereits 1931 ein Wissenschaftlicher Ausschuss (WA) beim Archiv konstituiert (vergleiche Nietzsche-Ausgabe: Ablauf der Schutzfrist 1930). Zwischen dessen Leiter Carl August Emge – ebenfalls aktiver Nationalsozialist – und den Oehlers kam es nach dem Tod Förster-Nietzsches zu einem Machtkampf. Nachdem Emges Plan, das Archiv der Preußischen Akademie der Wissenschaften anzugliedern, gescheitert war, verließ er 1935 das Archiv.
Archivmitarbeiter stellten die Fälschungen, Eingriffe und Unterschlagungen der Verstorbenen in Nietzsches Briefen und Manuskripten fest und berichteten dem WA darüber. 1937 reiste Karl Schlechta nach Basel, um in der dortigen Universitätsbibliothek – dem „Gegenarchiv“ – weitere Nachforschungen anzustellen. In internen Berichten wurden nun etwa die „Koegel-Exzerpte“ für authentisch erklärt. Zu einer öffentlichen Diskussion kam es aber nicht.
Von der Regierung angestoßen und unterstützt wurde der Bau einer Nietzsche-Gedächtnishalle, der aber mit Kriegsbeginn faktisch abgebrochen wurde. Auch wurde das Archiv finanziell unterstützt; besonders Reichsstatthalter Fritz Sauckel wollte unter anderem mit Hilfe des Archivs Weimar als zentralen Ort des Nationalsozialismus etablieren, was aber nicht in gewünschtem Maße gelang. 1937 wurden auf Wunsch Sauckels drei offizielle Vertreter des NS-Staats, darunter Ministerpräsident Willy Marschler, in den Stiftungsvorstand aufgenommen. Das errichtete Gebäude ist heute bekannt als das „Alte Funkhaus“, da es von 1945 bis 2000 für Rundfunksendungen des Senders Weimar und des MDR genutzt wurde.
Über die tatsächliche Bedeutung des Nietzsche-Archivs in der Zeit des Nationalsozialismus gibt es unterschiedliche Auffassungen. Der genannte Carl August Emge betonte Ende 1933 stolz die „unmittelbare[n] Beziehungen zum Führer“ und sah „wohl außer Bayreuth keine Stätte, die durch den Führer nach außen hin so anerkannt ist als kulturell wichtiges Unternehmen, wie gerade das Nietzsche-Archiv.“ Ein späterer Autor schreibt von einer „Einbeziehung des Nietzsche-Archivs in den Propaganda-Apparat des Faschismus“. Bezüglich der genannten Nietzsche-Gedenkhalle ist aber auch auf die „Distanz der gleichsam offiziellen Künstlerprominenz zu den Aktivitäten auf dem ‚Silberblick‘“ hingewiesen worden sowie auf das „trostlose Schicksal“ der Weimarer Nietzsche-Gemeinde, die zum hundertsten Geburtstag Nietzsches 1944 nur eine halbfertige Gedenkhalle und ein Grußtelegramm Hitlers, der sich von Alfred Rosenberg vertreten ließ, vorfand. Eine systematische Untersuchung der Rolle des Nietzsche-Archivs im „Dritten Reich“, wie überhaupt der Indienstnahme Nietzsches im Nationalsozialismus, steht noch aus.
Im Laufe des Krieges wurden einige Archivmitarbeiter eingezogen, so dass die Arbeit an Nietzsche-Dokumenten ab ca. 1942 im Wesentlichen zum Erliegen kam. Fast alle Archivbestände blieben im Krieg von Zerstörungen verschont.

### Schließung, Wiedereinrichtung und Auflösung
Im April 1945 wurde Weimar von US-amerikanischen Truppen besetzt, im Juli wurde die Stadt an sowjetische Truppen übergeben. Schon gegenüber den Amerikanern stellte Max Oehler das Archiv in einer Verteidigungsschrift „gegen den Vorwurf der Reaktion“ als eine unpolitische Einrichtung im Dienste freier Forschung dar. Im Juli sperrte die sowjetische Militäradministration die Konten des Archivs. Max Oehler wurde Anfang Dezember verhaftet, kurz darauf wurde das Haus geschlossen und versiegelt, der gesamte Inhalt wurde im Frühjahr 1946 beschlagnahmt und abtransportiert. Oehler, zur Zwangsarbeit in Sibirien verurteilt, starb noch vorher im März 1946 in Weimar.
Der in Kisten verpackte Inhalt des Nietzsche-Archivs sollte offenbar in die Sowjetunion abtransportiert werden. Dazu kam es allerdings nicht: Im Sommer 1946 wurden die Kisten zurückgegeben und der Inhalt wieder in der Villa Silberblick aufgestellt, zunächst aufgrund einer Intervention des thüringischen Landespräsidenten Rudolf Paul bei der sowjetischen Militäradministration. Nach der mit Dokumenten belegten Darstellung Wolfgang Stephans geschah dies auf Anregung des Goethe-Forschers Hans Wahl. Karl Schlechta schreibt ohne Beleg, er selbst habe über den Verleger Anton Kippenberg Rudolf Paul auf die Gefahr eines Verlusts aufmerksam gemacht.

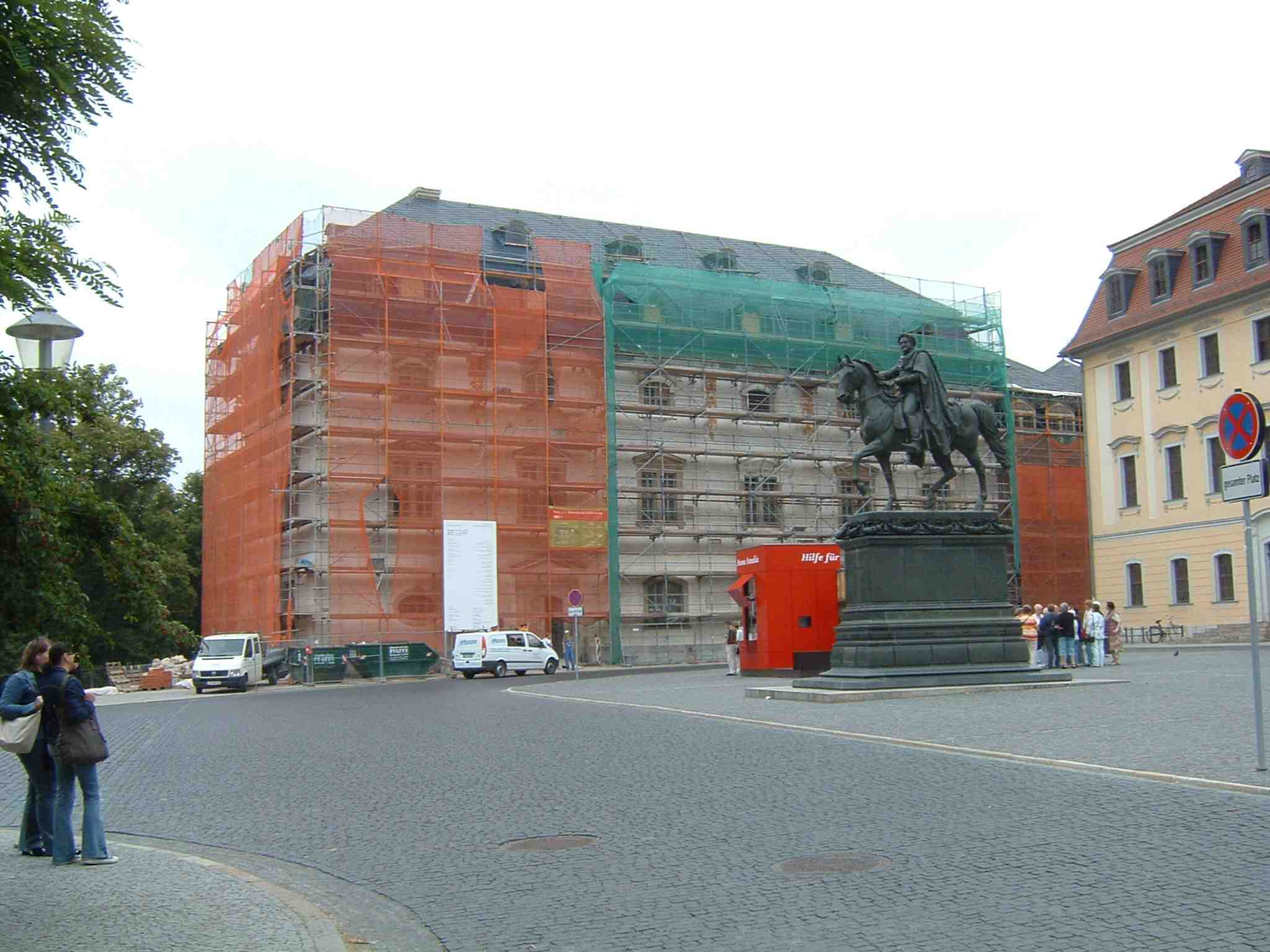
Friedrich Nietzsches Bibliothek wird, anders als seine Manuskripte, seit den 1950ern in der Herzogin Anna Amalia Bibliothek (hier in Restauration nach dem Brand 2004) verwahrt.

Als kommissarischer Leiter des Archivs wurde im Dezember 1946 Hans Wahl eingesetzt, der in der Folgezeit verschiedene nicht realisierte Vorschläge zur Wiedereröffnung und Weiternutzung machte. Nach Wahls Tod 1949 wurde der Literaturwissenschaftler Gerhard Scholz (1903–1989) zum Leiter des Archivs, das weiterhin als Stiftung bestand, ernannt. Dem Vorstand der Stiftung Nietzsche-Archiv gehörten neben einem Vertreter des Staats und einer Mitarbeiterin Scholz’ auch – möglicherweise nur formal – Ernst Bloch, Franz Altheim und Reinhard Buchwald an.
Die Bestände des Nietzsche-Archivs und anderer Weimarer Einrichtungen wurden ab 1950 dem Goethe- und Schiller-Archiv (GSA) angegliedert. Die Villa Silberblick sollte als Seminar des GSA verwendet werden. Nietzsches Manuskripte wurden geordnet und westlichen Forschern zugänglich gemacht.
1953 ging das Archiv in die Rechtsträgerschaft der neugegründeten Nationalen Forschungs- und Gedenkstätten der klassischen deutschen Literatur in Weimar (NFG) über. Deren Direktor Helmut Holtzhauer beantragte die Auflösung der Stiftung Nietzsche-Archiv, die schließlich 1956 erfolgte. Während Nietzsche in der Literaturpolitik der DDR ein faktisch verbotener Autor war, unterstützten Holtzhauer und sein Nachfolger Walter Dietze als Direktoren der NFG und Karl-Heinz Hahn (1921–1990) als Leiter des Goethe- und Schiller-Archivs die Entstehung der neuen Kritischen Gesamtausgabe Nietzsches.

### Nach der Wende
Nach der Wiedervereinigung übernahm die Stiftung Weimarer Klassik, heute Klassik Stiftung Weimar, als Nachfolgegesellschaft der NFG die Archivbestände und die Villa Silberblick. Bereits 1990/91 wurde das Erdgeschoss der Villa Silberblick der Öffentlichkeit zugänglich gemacht. Heute hat es nach Wiederherstellung des Interieurs van de Veldes (siehe Architektur) den Charakter eines Museums und zeigt in Ausstellungen sowohl Dokumente Nietzsches und Nietzsche-Ikonen, wie sie von Förster-Nietzsche arrangiert wurden, als auch Dokumente zur Geschichte des Archivs bis 1945. Die oberen Räume dienen wie bereits in der DDR als Gästehaus.
1999 wurde von der Stiftung Weimarer Klassik ein Kolleg Friedrich Nietzsche gegründet. Dieses veranstaltet Seminare und Tagungen, vergibt Fellowships – Fellows waren bisher etwa Jean Baudrillard, Dieter Henrich, Peter Sloterdijk, Gianni Vattimo und Slavoj Žižek – und hat einige Schriften publiziert. Schwerpunkte der Arbeit sind die Erforschung der Nietzsche-Rezeption sowie allgemeiner Kulturgeschichte und Wissenschaftstheorie. Leiter des Kollegs ist Rüdiger Schmidt-Grépály.
Der emeritierte Philosophieprofessor Manfred Riedel hat der Stiftung Weimarer Klassik vorgeworfen, das DDR-Verdikt über Nietzsche und die eigene Verstrickung darin als Nachfolgeorganisation der NFG ungenügend aufzuarbeiten.

## Der Nietzsche-Kult

### Überblick
Die Geschichte des „Nietzscheanismus“ und „Nietzsche-Kults“ in Deutschland ist sehr vielschichtig; über den Einfluss, den das Nietzsche-Archiv direkt und indirekt darin ausübte, gibt es unterschiedliche Auffassungen. Sicherlich hatte es „an der Popularisierung und Monumentalisierung der Werke des Philosophen entscheidenden Anteil“ und versuchte, „den Kult um den Philosophen zu institutionalisieren, ihm Monumente zu errichten, eine Liturgie zusammenzustellen und Rituale wie Zeremonien zu entwickeln.“ Die dahinter befindliche Nietzsche-Gedächtnishalle sollte dem gleichen Zweck dienen. Diese wiederum wurde baulich zwar fertiggestellt, jedoch in diesem Sinne nie eingerichtet und in Betrieb genommen.

### Das Nietzsche-Bild des Archivs
Elisabeth Förster-Nietzsche und das Archiv verbreiteten ein Nietzsche-Bild, das einerseits ihr selbst genehm war, andererseits dem Philosophen zu Ansehen verhelfen sollte: sie suchte ihn „vom Ruch des Pathologischen zu befreien und seinen Ideen den Stachel der Subversion zu nehmen.“ In den offiziösen Darstellungen des Archivs erschien er „als gesunder Patriot, als selbstloser und liebender Bruder […] eine fast heilige Gestalt […] von äußerer wie innerer Schönheit, gesellig und heiter, aber von einer verständnislosen Öffentlichkeit zum Alleinsein verurteilt, ein entschlossen sein Vaterland liebender Preuße“.
Heinrich Köselitz stellte 1910 fest, „wie heftig Frau Förster danach brennt, den Kaiser für Nietzsche zu interessieren und ihn womöglich zu einer anerkennenden Äußerung über Nietzsches Tendenz zu bringen“ und wie sie in diesem Sinne etwa einen Brief Nietzsches gefälscht hatte. Nietzsches abfällige Äußerungen über die Deutschen und das Deutsche Reich stellte sie als enttäuschte Liebe eines wahrhaftigen Patrioten dar; sie hob Nietzsches Begeisterung fürs Militärische hervor und deutete insbesondere Nietzsches Schlagwort „Wille zur Macht“ in dieser Weise.
Ein weiteres wichtiges Anliegen Förster-Nietzsches war, jeden Verdacht sowohl eines Erbleidens als auch einer syphilitischen Ansteckung bei ihrem Bruder zu bekämpfen. Der Zusammenbruch Nietzsches war für sie Folge einer Überarbeitung und übermäßigen Konsums von Chloralhydrat. Dass ihr Bruder keusch gelebt habe, stand für sie unumstößlich fest. Ihre eigene Rolle in Nietzsches Bekanntschaft mit Lou Salomé stellte sie positiv, die von ihr gehasste Salomé schlecht dar. Gerade in diesem Punkt machte sie sich allerdings angreifbar: schon früh konnten ihr Kritiker Fälschungen und Vertuschungen nachweisen.

### Formen des Kults im Archiv
In Weimar suchte und fand Elisabeth Förster-Nietzsche zunächst den Anschluss an die künstlerische Avantgarde. Mehrere Künstler durften den siechen Nietzsche besuchen, um Skulpturen, Zeichnungen und Gemälde von ihm anzufertigen. Es wurden auch Tischgesellschaften veranstaltet, wobei bis 1900 besonders willkommene Gäste den im oberen Stockwerk lebenden Kranken sehen durften.

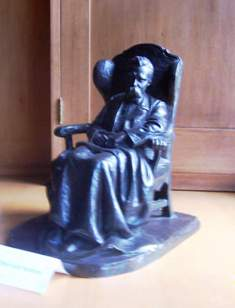
Reproduktion der Nietzsche-Statuette von Arnold Kramer, 1898

Das Archiv wusste um die Formen des Nietzsche-Mythos und pflegte sie. Hubert Cancik konstatierte, Förster-Nietzsche und ihre Verwandten aus der Familie Oehler betrieben einen „gentilizische[n] Totenkult“ mit „Festkalender und […] Ritual der Gedenktage“. Im Sinne eines ungebrochenen Toten- und Grabkultes war es durchaus beabsichtigt, Nietzsche auch an der Villa Silberblick zu beerdigen, wofür allerdings keine Erlaubnis erteilt wurde. Sein Sterbezimmer wurde aber als mythische Stelle erhalten, auch eine Totenmaske wurde abgenommen und konnte später in einer deutlich idealisierten „Rekonstruktion“ in Zeitschriften abgebildet werden. Porträts, Büsten, Statuetten und andere Kultgegenstände erfreuten sich in Reproduktionen eines guten Absatzes. Wie auch bei seinen Nietzsche-Ausgaben sprach das Archiv hier mit differenzierter Preis- und Produktgestaltung alle Käuferschichten an.
Daneben wurden auch immer wieder Nietzsche-Monumente geplant. Die meisten dieser Pläne wurden nie verwirklicht: dazwischen kamen oft Geldmangel und die „[i]m Kontrast zur unleugbaren Skrupellosigkeit […] menschlich sympathischere Inkonsequenz, Stilunsicherheit und Naivität“ der Archivleiterin. Tatsächlich ausgeführt wurden nur der Umbau der Villa Silberblick und der Bau der Nietzsche-Halle ab 1937, der aber mit Kriegsbeginn 1939 eingestellt wurde (siehe Architektur).
Der wohl monumentalste Entwurf war eine Idee Harry Graf Kesslers und wurde zwischen 1911 und 1914 verfolgt: danach sollte ein gigantischer Festspielplatz mit einem Stadion, einem Tempel und einer von Aristide Maillol zu schaffenden Apollo-Statue entstehen. Im Stadion sollten sportliche Wettkämpfe im Sinne der olympischen Bewegung stattfinden. Viele bekannte Persönlichkeiten erklärten sich zur Förderung des Projekts, das griechisch-heidnische, antichristliche und moderne Elemente verband, bereit. Durch den Ersten Weltkrieg zerschlug sich dieser Plan.

## Bestände
Das Nietzsche-Archiv war bis zu seinem Ende bestrebt, alle hinterlassenen Dokumente Nietzsches zu sammeln, und war darin außergewöhnlich erfolgreich. Nietzsches Nachlass liegt bis heute in seltener Geschlossenheit vor und reicht von Kindheitsaufzeichnungen und Schulheften über Studienunterlagen, umfangreiche Briefwechsel und persönliche Dokumente bis zu einem philosophischen Nachlass aus Dutzenden Notizbüchern, Kladden und Einzelblättern; auch zu allen wichtigen Werken sind entweder Druckmanuskripte oder zumindest doch Reinschriften oder autorisierte Korrekturfahnen erhalten. Seit 2025 ist Nietzsches literarischer Nachlass Teil des UNESCO-Programms Memory of the World (Weltdokumentenerbe). Die umfassendste und bis heute akzeptierte Übersicht über die Manuskriptbestände hat Hans Joachim Mette 1932 gegeben.

Einige Seiten aus einer von Nietzsches Kladden
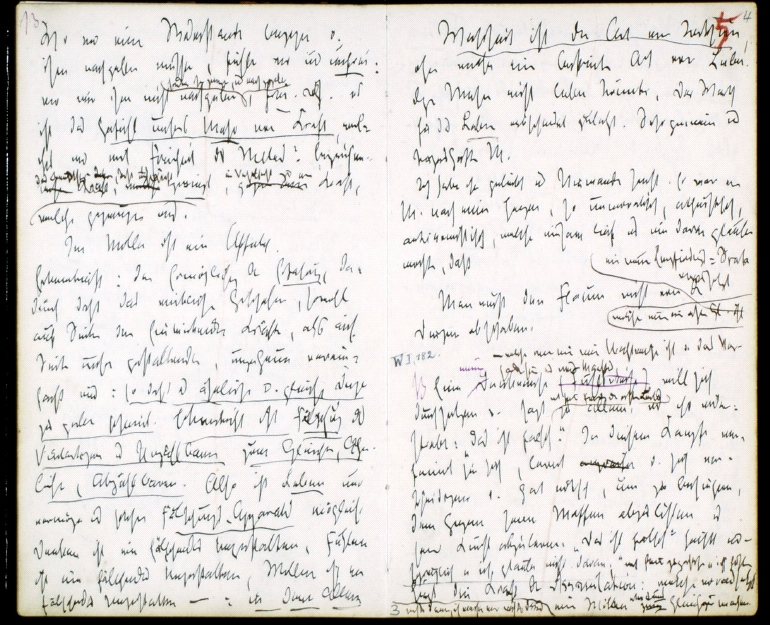
Faksimile
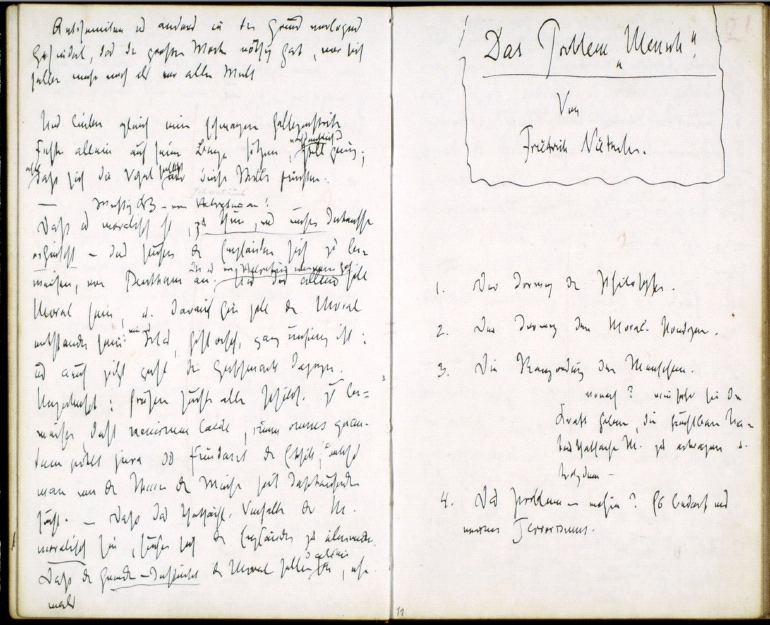
Faksimile
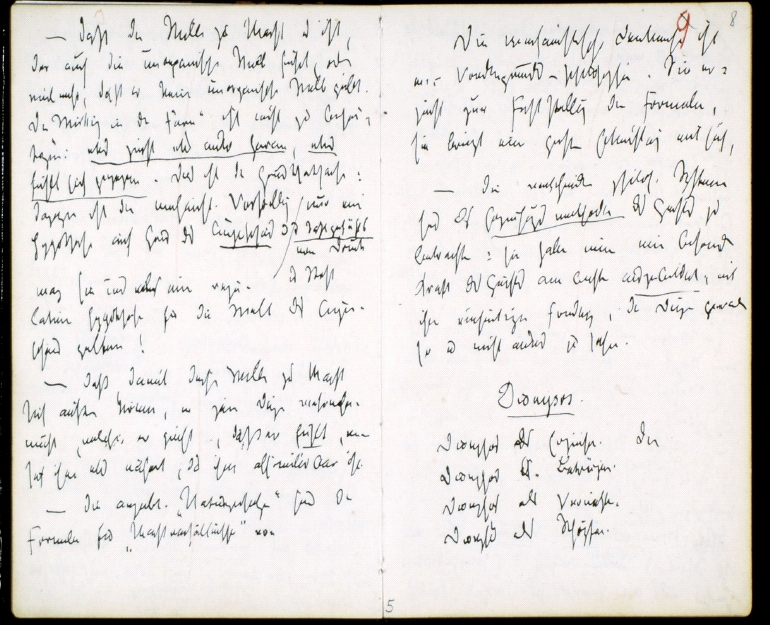
Faksimile
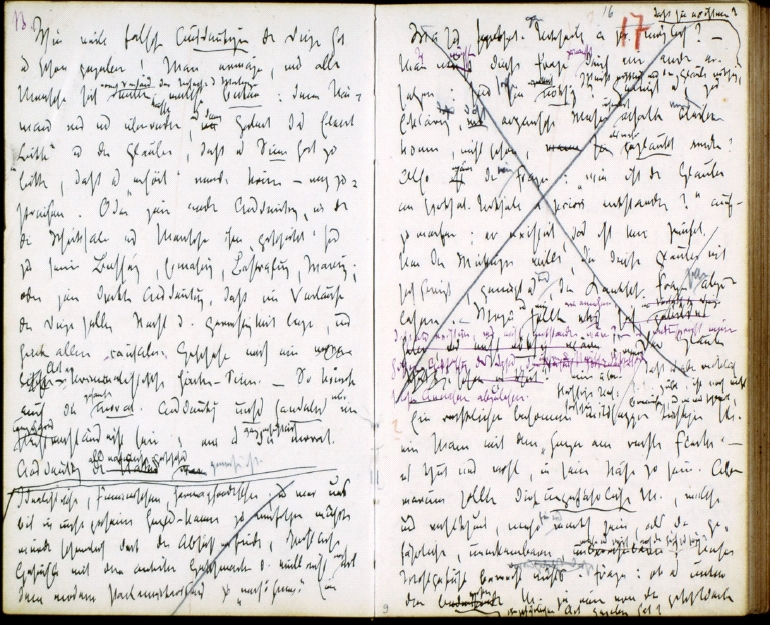
Faksimile

Darüber hinaus verwahrte das Nietzsche-Archiv nachgelassene Papiere von und zu Nietzsches Vorfahren sowie Nietzsches Bibliothek. Das Goethe- und Schiller-Archiv verwahrte nach der Angliederung auch die inzwischen ebenfalls äußerst umfangreichen Geschäftsunterlagen, Briefwechsel etc. des Nietzsche-Archivs selbst, darunter die Nachlässe Elisabeth Förster-Nietzsches und Heinrich Köselitz’.
Grund für den ungewöhnlichen Umfang, in dem Nietzsches Leben und Werk dokumentierbar ist, ist vor allem die Sammelleidenschaft der Schwester, die bereits in ihrer Jugend Schriften ihres abgöttisch verehrten Bruders – mitunter gegen dessen Willen – aufhob und wie bereits erwähnt nach der Gründung des Nietzsche-Archivs große Anstrengungen unternahm, um alle seine Papiere zu sammeln. Andererseits ist zu bedenken, dass sie umgekehrt auch für die Vernichtung und Verstümmelung einiger Dokumente und eine verzerrte Darstellung Nietzsches verantwortlich ist.
In der heutigen Nummerierung des Goethe- und Schiller-Archivs sind für die Nietzscheforschung von Interesse:
- Bestand 71: Nietzsche, Friedrich
- Bestand 72: Förster-Nietzsche / Nietzsche-Archiv
- Bestand 100: Nietzsche Familie
- Bestand 101: Weimar / Nietzsche-Archiv Ikonografie
- Bestand 102: Gast[39]

Die Bibliotheken Friedrich Nietzsches und des Nietzsche-Archivs befinden sich heute zusammen mit einer Sammlung von Nietzsche-Literatur in der Herzogin Anna Amalia Bibliothek.

## Architektur

### Villa Silberblick

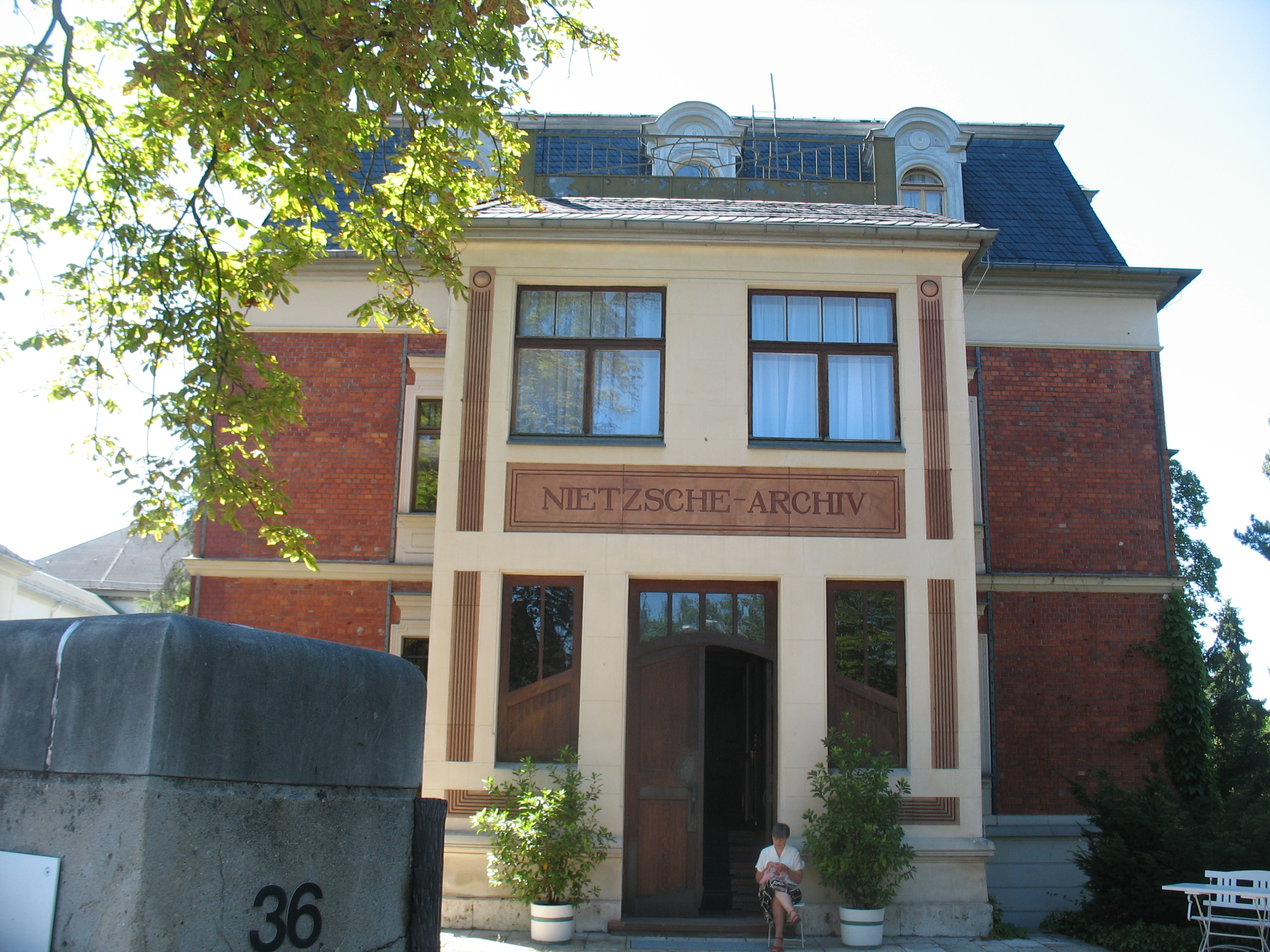
Die Villa Silberblick heute

Die Gründerzeit-Villa „Zum Silberblick“, die diesen Namen schon vor dem Einzug des Nietzsche-Archivs trug, befindet sich etwas außerhalb des Stadtzentrums von Weimar auf einem Hügel, an der heutigen Humboldtstraße (früher Luisenstraße) und ging 1902 in den Besitz Elisabeth Förster-Nietzsches über. Sie ließ das Gebäude vom belgischen Künstler Henry van de Velde renovieren. Der Kreis um Harry Graf Kessler, zu dem van de Velde und Förster-Nietzsche gehörten, wollte in diesen Jahren das „Neue Weimar“ als Zentrum der künstlerischen Avantgarde etablieren.
Van de Velde gestaltete die Inneneinrichtung in Zusammenarbeit mit dem Hoftischlermeister Hermann Scheidemantel im Erdgeschoss neu und ließ einen repräsentativen Vorbau errichten. Das umgebaute Gebäude wurde zu Nietzsches Geburtstag am 15. Oktober 1903 festlich eingeweiht. Die Villa und die Einrichtung im Jugendstil überstand den Zweiten Weltkrieg und wurde in der DDR zumindest in den 1950er Jahren instand gehalten. 1978 bis 1983 wurde das Gebäude saniert; 1992 wurde eine schon vor der Wiedervereinigung begonnene Restauration der Innenräume im Erdgeschoss beendet. Seit 1991 sind die Jugendstilinterieurs für Besucher geöffnet.

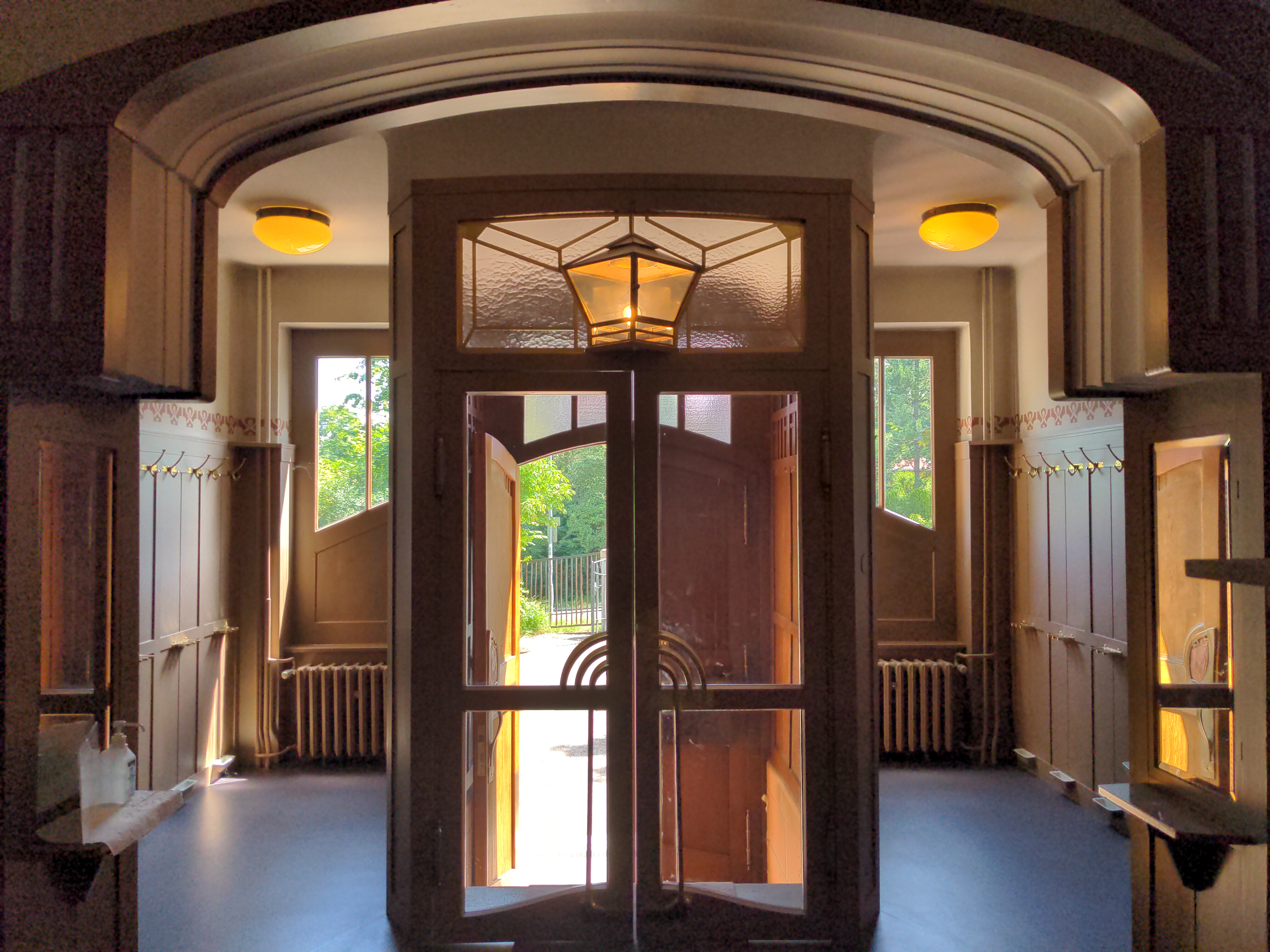
Eingangsbereich der Villa Silberblick
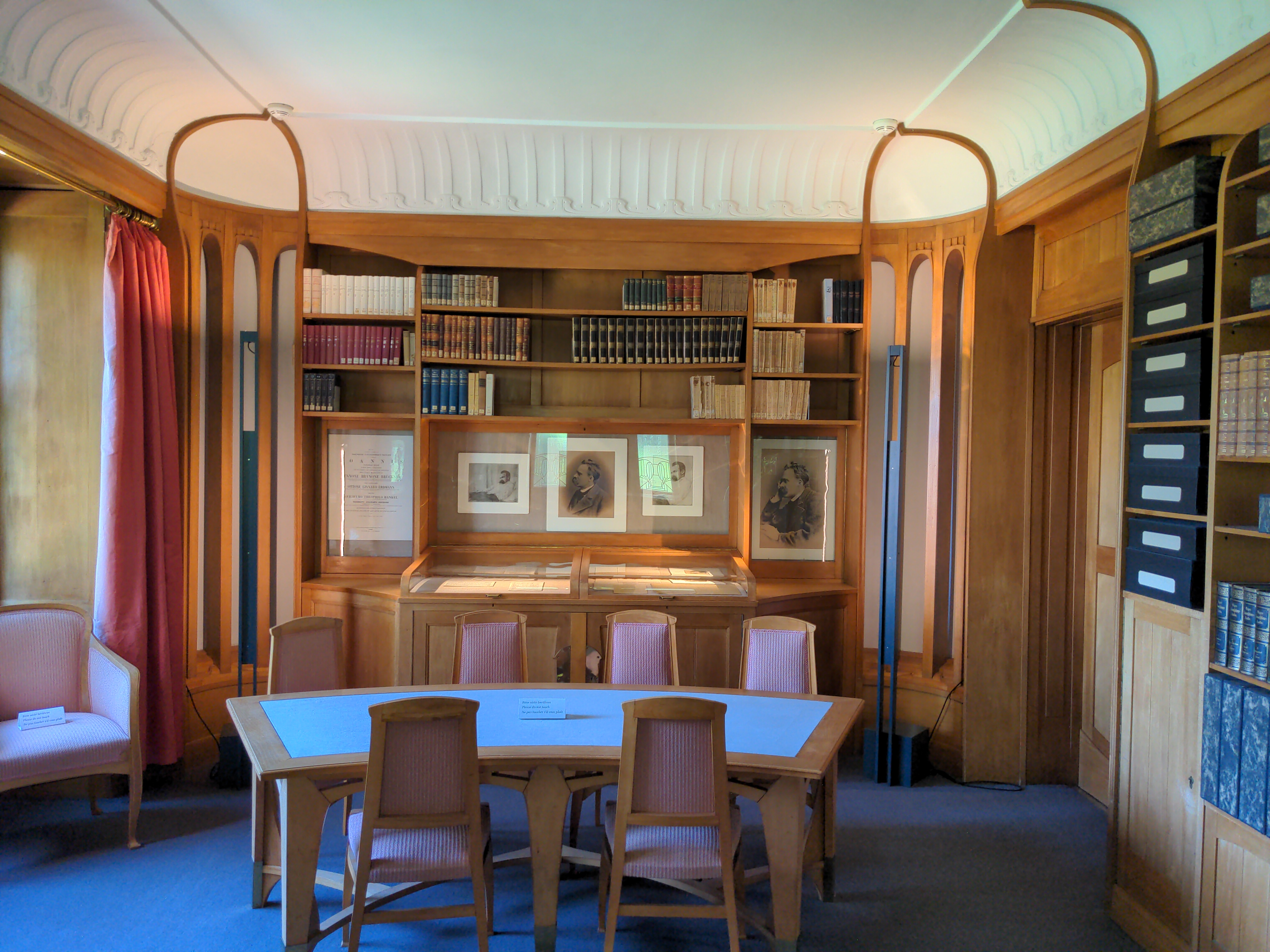
Inneneinrichtung des Erdgeschosses
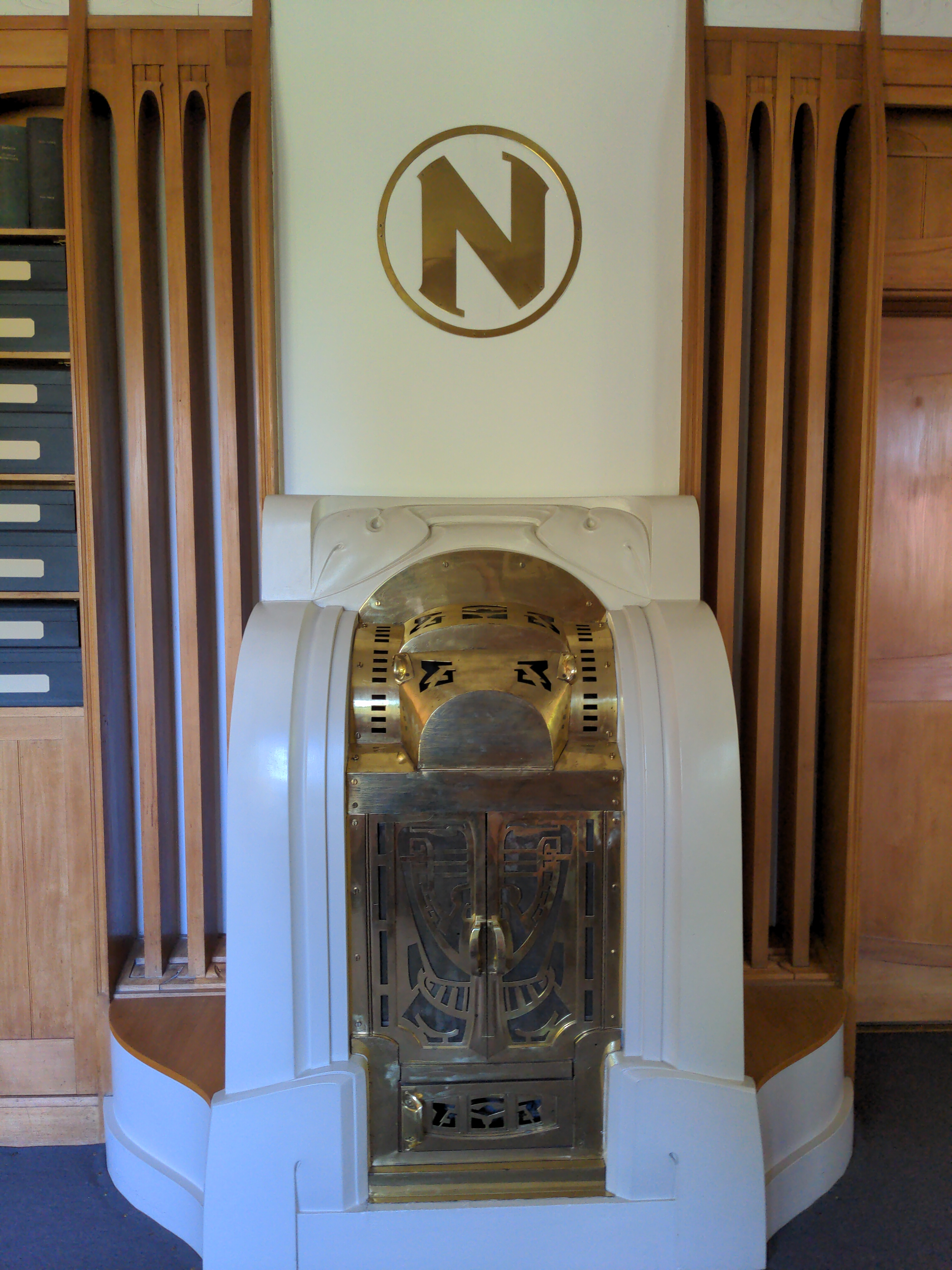
Ofen im Erdgeschoss
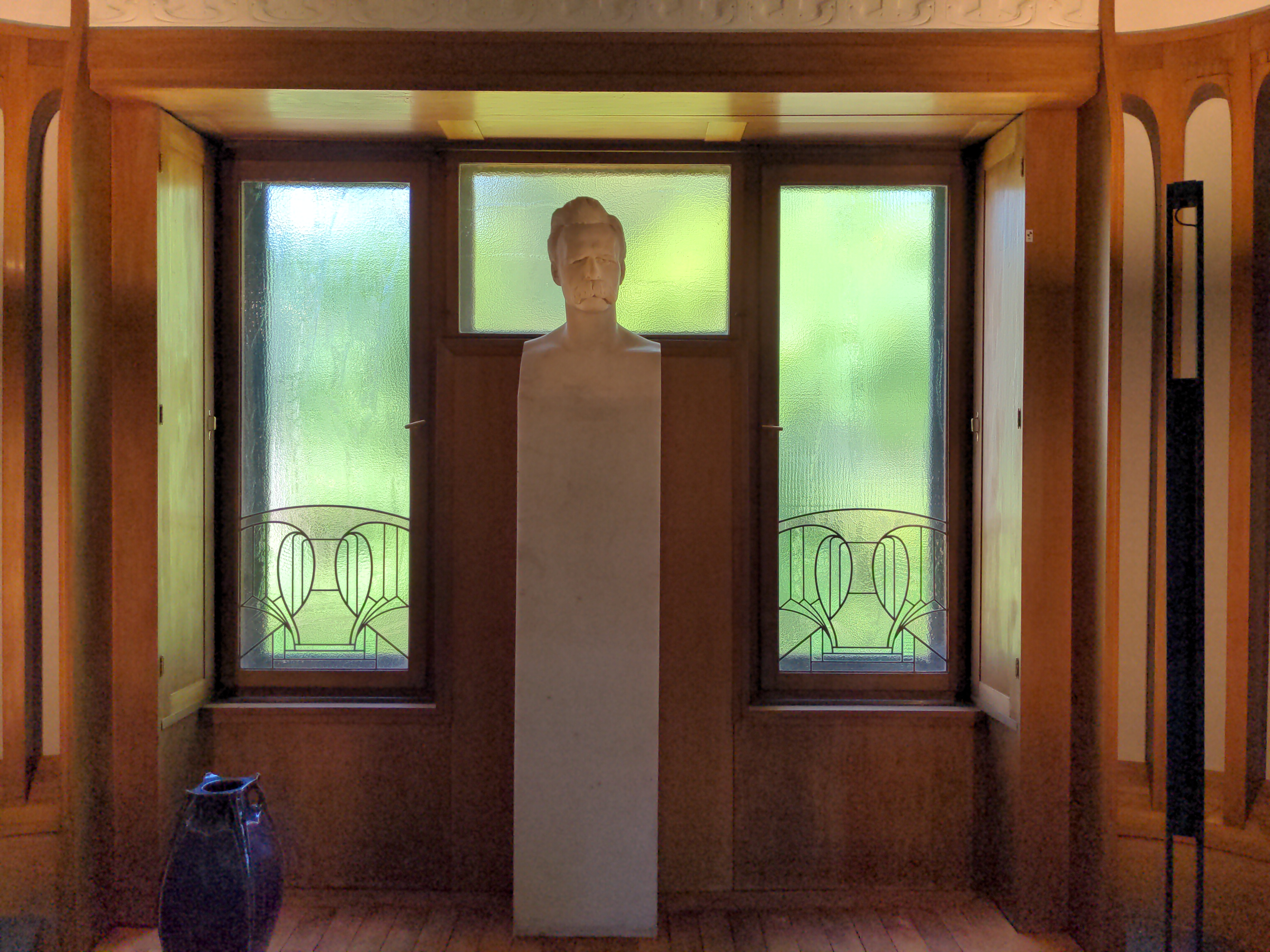
Nietzsche-Herme im Erdgeschoss

### Nietzsche-Gedenkhalle
Ein Teil der Nietzsche-Anhänger im Umfeld des Archivs sah die Zeit für eine Nietzsche-Gedenkhalle, wie sie schon früher geplant worden war (siehe Formen des Kults im Archiv), nach der Machtübernahme der Nationalsozialisten gekommen. Hitler selbst gab im Oktober 1934 den Anstoß für konkrete Planungen, als er bei einem Besuch im Archiv 50.000 Reichsmark „aus persönlichen Mitteln“ stiftete. Bis 1938 kamen Spenden in Höhe einer halben Million Reichsmark zusammen; neben Privatleuten und verschiedenen staatlichen Ebenen spendeten insbesondere Reichsinnenminister Frick, die Carl-Zeiss-Werke und die Wilhelm-Gustloff-Stiftung. Dennoch fehlte Geld, weitere Probleme traten hinzu. Der Architekt Paul Schultze-Naumburg musste seine anfangs dem Neo-Biedermeier zugehörigen Pläne den auseinandergehenden Wünschen der Familie Oehler, des Gauleiters Sauckel und Hitlers anpassen. Einige Beteiligte, darunter auch Förster-Nietzsche kurz vor ihrem Tod, favorisierten einen reinen Zweck- und Nutzungsbau, andere wollten einen monumentalen Gedächtnisbau. Die Umgebung war künstlerisch-baulich ungeeignet, dazu kamen Rohstoffmangel und immer wieder Unstimmigkeiten zwischen den Beteiligten. Auch war das Projekt im Vergleich zu anderen Bauvorhaben des „Dritten Reichs“ wohl für die NS-Führung von nachrangiger Bedeutung.
Im April 1937 genehmigte Hitler einen Kompromissplan Schultze-Naumburgs, im August 1938 wurde ein Richtfest gefeiert. Mit Kriegsbeginn 1939 wurde die Arbeit am unfertigen Bau jedoch fast völlig eingestellt. Zur Aufstellung im Gebäude waren Büsten bedeutender Männer aus verschiedenen Zeiten und gleichsam als Abschluss ein Nietzsche-Zarathustra-Denkmal geplant. Über letzteres wurde aber keine Einigkeit erreicht, so lehnte Hitler etwa einen Vorschlag Georg Kolbes ab. Als Notlösung sandte Mussolini 1942 eine Replik einer antiken Dionysos-Statue, die erst 1944 in Weimar eintraf und nicht mehr aufgestellt wurde – sie war zudem zu groß für die Nische.
Die bestehenden Bauten wurden im Krieg von der Wehrmacht und als Lager für Kunstsammlungen sowie den Hausrat ausgebombter Familien benutzt. Später übernahm sie der Rundfunk der DDR, nach 1990 der Mitteldeutsche Rundfunk (MDR). Der MDR zog 2000 aus, nach mehrjährigem Leerstand wird das Gebäude heute für Partys genutzt.

## Personen

### Vorstandsmitglieder der Stiftung Nietzsche-Archiv
Die Stiftung Nietzsche-Archiv wurde 1908 von Elisabeth Förster-Nietzsche gegründet. Sie selbst übernahm keinen offiziellen Posten. Tatsächlich hatte Förster-Nietzsche aber in allen entscheidenden Punkten ein Einspruchsrecht und die Vorstandsmitglieder wurden in aller Regel auf ihren Vorschlag gewählt, weswegen man ihnen nur eine beratende Funktion zusprechen kann. Der Vorstand konstituierte sich erstmals 1909. Ihm gehörten neben anderen an:
- Max Dreger, 1919–1929, verstorben
- Carl August Emge, 1932–1935, ausgetreten
- Hermann Gocht 1909–1938, verstorben
- Max Heinze, 1909, verstorben
- Walter Jesinghaus, 1931–1945
- Harry Graf Kessler, 1909–?? mindestens 1933, verstorben 1937
- Karl Koetschau, 1914–1937, ausgetreten
- Richard Leutheußer, 1931–1945; Vorsitzender 1931–1945
- Günther Lutz, 1942–1945
- Willy Marschler, 1937–1945
- Richard M. Meyer, 1910–1913, ausgetreten
- Adalbert Oehler, 1909–1923 und 1930–1940, verstorben; Vorsitzender 1909–1923
- Max Oehler, 1909–1945
- Richard Oehler, 1930–1945
- Arnold Paulssen, 1923–?? mindestens 1937, verstorben 1942; Vorsitzender 1923–1931
- Hans Pilder, 1928–?? mindestens 1933 (Bankdirektor Dresdner Bank; vermittelte die Spenden Reemtsmas)
- Raoul Richter, 1909–1912, verstorben
- Oswald Spengler, 1923–1935, ausgetreten
- Hans Vaihinger, 1909–1933, verstorben
- Eberhard von Bodenhausen, 1914–1918, verstorben

### Wissenschaftlicher Ausschuss
Der Wissenschaftliche Ausschuss (WA) wurde 1931 für die „historisch-kritische Ausgabe“ eingerichtet und blieb offenbar formal bis zum Kriegsende bestehen. Erich Podach hat diesen Ausschuss rückblickend harsch kritisiert: „Der WA setzte sich aber aus Männern zusammen, die, jeder in seiner Art, sich als Deuter oder Fortführer Nietzsches festgelegt hatten. Auf einen gemeinsamen Nenner lassen sie sich nur dadurch bringen, daß sie zu Nietzsche eine dem herrschenden Kurs konforme Stellung eingenommen haben.“ Etwas wohlwollender haben sich der an der Ausgabe beteiligte Karl Schlechta und Mazzino Montinari über den WA geäußert.
- Carl August Emge, 1931–1935
- Martin Heidegger, 1935–1942
- Hans Heyse, 1935–1945 (Herausgeber der „gleichgeschalteten“ Kant-Studien)
- Walter Jesinghaus, 1931–1945 (Oberregierungsrat im Thüringischen Volksbildungsministerium)
- Max Oehler, 1931–1945
- Richard Oehler, 1931–1945
- Walter F. Otto, 1933–1945
- Oswald Spengler, 1931–1935

### Bedeutende Mitarbeiter
- Heinrich Köselitz („Peter Gast“): stand dem Archiv zunächst kritisch gegenüber; 1899–1909 wichtigster Mitarbeiter; danach keine öffentliche Äußerung über das Archiv
- Fritz Koegel: 1895–1897 angestellt, zunehmend im Gegensatz zu Förster-Nietzsche; geheime Anfertigung der „Koegel-Exzerpte“; nach der Entlassung keine Äußerung über das Archiv
- Rudolf Steiner: 1895–1897 dem Archiv nahestehend, danach Distanzierung; 1900 öffentlicher Angriff gegen das Archiv; danach wenige Äußerungen zum Archiv
- Arthur Seidl: 1898–1899 angestellt
- Ernst und August Horneffer: 1899–1901 bzw. 1903 angestellt, zunächst philologisch korrekte Kritik an der Ausgabe Koegels, dann Kompromittierung durch eigene Ausgaben ähnlicher Machart; nach dem Austritt scharfe Kritik an der Archivleiterin und der von ihr erzwungenen Arbeitsweise
- Ernst Holzer: 1902–1910; Schüler Erwin Rohdes, wichtigster Herausgeber der Philologica; gab dem Archiv eine gewisse wissenschaftliche Aura und durfte sich dafür einige Freiheiten, auch Kritik an der Archivleiterin, erlauben; verstorben
- Otto Crusius: weiterer Herausgeber der Philologica
- Eduard von der Hellen: 1894 vom Goethearchiv gewechselt, noch im selben Jahr einvernehmliche Trennung
- Richard Oehler
- Otto Weiß: 1909–1913 angestellt, gab die Nachlassbände mit dem „Willen zur Macht“ heraus und verfasste dazu einen kritischen Apparat, der die Kompilation faktisch widerlegte; entlassen
- Karl Schlechta
- Hans Joachim Mette
- Rüdiger Schmidt-Grépály: seit 1999 Leiter des Kolleg Friedrich Nietzsche